# Giorgio Vestri
Giorgio Vestri (Prato, 17 febbraio 1929 – 6 aprile 2002) è stato un politico italiano.

## Biografia
Esponente del Partito Comunista Italiano, fu eletto alla Camera nel 1958 e nel 1963, dimettendosi dalla carica nel gennaio 1966 dopo essere stato eletto sindaco di Prato e venendo sostituito dal primo dei non eletti, il compagno di partito Vasco Palazzeschi. Ricoprì tale ruolo per due mandati, fino al 1975.
Successivamente è stato Consigliere regionale della Toscana, venendo eletto nel 1975 e poi riconfermato nel 1980. Termina il mandato nel 1985.
Muore all'età di 73 anni nell'aprile del 2002.